# Битка при Добровница
Битката при Добровница се провежда на 25 декември 1381 г. при река Дубравница близо до Парачин в днешна централна Сърбия. Битката се води между силите на сръбските войводи Креп Вукославич и Витомир Вукославич, на служба при Лазар и османските турци под управлението на Мурад I. Това сражение е първото историческо споменаване на някакви османски движения в територията на Лазар. След битката няма данни за военни действия между Лазар и турците до 1386. Сръбската армия побеждава, макар че детайлите за самата битка са малко. Тази сръбска победа временно забавя османското нашествие на Балканите.